# Riolus
Riolus är ett släkte av skalbaggar som beskrevs av Étienne Mulsant och Claudius Rey 1872. Riolus ingår i familjen bäckbaggar.
Släktet innehåller bara arten Riolus cupreus.